# Erdigvärri
Erdigvärri är en kulle i Finland. Den ligger i Utsjoki kommun i landskapet Lappland, i den norra delen av landet, 1 100 km norr om huvudstaden Helsingfors. Toppen på Erdigvärri är 451 meter över havet, eller 81 meter över den omgivande terrängen. Bredden vid basen är 3,5 km. Erdigvärri ingår i Paistunturit.
Terrängen runt Erdigvärri är huvudsakligen lite kuperad.  Trakten runt Erdigvärri är nära nog obefolkad, med mindre än två invånare per kvadratkilometer. Närmaste större samhälle är Utsjoki by, 18,0 km nordost om Erdigvärri. Omgivningarna runt Erdigvärri är i huvudsak ett öppet busklandskap.